# Holzem
Holzem est une section de la commune luxembourgeoise de Mamer située dans le canton de Capellen.
Ce village d’environ 500 habitants est surtout animé par l'activité agricole.
On peut y trouver une crèche, un café ainsi qu'un restaurant asiatique.